# Club Atlético River Plate 1987-1988
Questa voce raccoglie le informazioni riguardanti il Club Atlético River Plate nelle competizioni ufficiali della stagione 1987-1988.

## Stagione
La squadra, dopo le vittorie in campo internazionale dell'anno prima, torna a competere solo nel campionato argentino. Termina inoltre il periodo di Veira in panchina; dopo l'interregno di Areán viene chiamato Carlos Griguol che rimane fino alla fine dell'annata. Il River chiude la stagione al quarto posto in Primera División, qualificandosi così per la Liguilla Pre-Libertadores, un torneo di play-off per il secondo posto in Coppa Libertadores 1988 (il primo spetta al vincitore, in questo caso il Newell's Old Boys). Il River viene eliminato dal Racing Avellaneda nelle semifinali.

## Maglie e sponsor
Lo sponsor tecnico per la stagione 1987-1988 è Adidas, mentre lo sponsor ufficiale è Fate.
| Casa | Trasferta |

## Rosa
| N. |                      | Ruolo | Calciatore           |
| -- | -------------------- | ----- | -------------------- |
|    | Argentina (bandiera) | P     | Sergio Goycochea     |
|    | Argentina (bandiera) | P     | Nery Pumpido         |
|    | Argentina (bandiera) | P     | Alberto Vivalda      |
|    | Argentina (bandiera) | D     | Jorge Borelli        |
|    | Argentina (bandiera) | D     | Pablo Erbín          |
|    | Argentina (bandiera) | D     | Jorge Gordillo       |
|    | Uruguay (bandiera)   | D     | Nelson Gutiérrez     |
|    | Argentina (bandiera) | D     | José Karabín         |
|    | Argentina (bandiera) | D     | Ricardo Mattis       |
|    | Argentina (bandiera) | D     | Alejandro Montenegro |
|    | Argentina (bandiera) | D     | Gabriel Perrone      |
|    | Argentina (bandiera) | D     | Oscar Ruggeri        |
|    | Argentina (bandiera) | C     | Roque Alfaro         |
|    | Argentina (bandiera) | C     | Carlos Candia        |
|    | Argentina (bandiera) | C     | Enrique Corti        |
|    | Argentina (bandiera) | C     | David Dalla Libera   |
|    | Argentina (bandiera) | C     | Héctor Enrique       |
|    | Argentina (bandiera) | C     | Américo Gallego      |

| N. |                      | Ruolo | Calciatore           |
| -- | -------------------- | ----- | -------------------- |
|    | Argentina (bandiera) | C     | Néstor Gorosito      |
|    | Argentina (bandiera) | C     | Fernando Kuyumchoglu |
|    | Argentina (bandiera) | C     | Claudio Macri        |
|    | Argentina (bandiera) | C     | Omar Palma           |
|    | Argentina (bandiera) | C     | Daniel Sperandio     |
|    | Argentina (bandiera) | C     | Fabio Talarico       |
|    | Argentina (bandiera) | C     | Pedro Troglio        |
|    | Argentina (bandiera) | A     | Norberto Alonso      |
|    | Uruguay (bandiera)   | A     | Antonio Alzamendi    |
|    | Argentina (bandiera) | A     | Ariel Beltramo       |
|    | Argentina (bandiera) | A     | Claudio Caniggia     |
|    | Argentina (bandiera) | A     | Juan Carlos Cataldo  |
|    | Argentina (bandiera) | A     | Ramón Centurión      |
|    | Argentina (bandiera) | A     | Jorge Esteche        |
|    | Argentina (bandiera) | A     | Juan Gilberto Funes  |
|    | Argentina (bandiera) | A     | Claudio Morresi      |
|    | Argentina (bandiera) | A     | Pedro Sallaberry     |

## Statistiche

### Statistiche di squadra
| Competizione     | Punti | Totale | Totale | Totale | Totale | Totale | Totale | DR  |
| Competizione     | Punti | G      | V      | N      | P      | Gf     | Gs     | DR  |
| ---------------- | ----- | ------ | ------ | ------ | ------ | ------ | ------ | --- |
| Primera División | 46    | 38     | 17     | 12     | 9      | 51     | 40     | +11 |
| Totale           | -     |        |        |        |        |        |        | -   |